# Ruta Estatal de Nevada 230
La Ruta Estatal de Nevada 230, y abreviada SR 230 (en inglés: Nevada State Route 230) es una carretera estatal estadounidense ubicada en el estado de Nevada. La carretera inicia en el Oeste desde la  I 80     en Deeth hacia el Este en la  I 80     en Welcome. La carretera tiene una longitud de 21 km (13.049 mi).

## Mantenimiento
Al igual que las autopistas interestatales, y las rutas federales y el resto de carreteras estatales, la Ruta Estatal de Nevada 230 es administrada y mantenida por el Departamento de Transporte de Nevada por sus siglas en inglés Nevada DOT.

## Cruces
La Ruta Estatal de Nevada 230 es atravesada principalmente por la .